# Javier Salazar Villanueva
Javier Salazar Villanueva (Huaraz, 15 de marzo de 1916-Lima, ?) fue un abogado y político peruano. Fue ministro de Hacienda y Comercio del primer gobierno de Fernando Belaunde Terry (1963-1964).

## Biografía
Hijo de Cipriano Salazar y Rosa Villanueva. Cursó sus estudios secundarios en el Colegio Nacional La Libertad de Huaraz. Luego ingresó a la Universidad Nacional Mayor de San Marcos, donde cursó en las facultades de Letras, Ciencias Económicas y de Derecho. Se recibió de abogado en 1940.
En la década de 1940 fue auxiliar en la Sala de Proyectos de la Cámara de Diputados; abogado en la Superintendencia General de Contribuciones; y jefe del Departamento de la Asesoría Técnica del Ministerio de Hacienda. En 1945 era Secretario General de la Contraloría General de la República.
Fue muy amigo del abogado y profesor Jorge Heraud Cricet, de cuyo hijo, Javier Heraud, fue padrino de bautizo. Precisamente en su honor, el futuro poeta y revolucionario fue bautizado con el nombre de Javier.
A principios de los años 1960 fue gerente financiero del Grupo Ferreyros, encabezado entonces por Carlos Ferreyros Ribeyro, que tejió lazos con el belaundismo, el cual llegó al poder en 1963.
El 28 de julio de 1963, al inaugurarse el primer gobierno de Fernando Belaúnde, juró como ministro de Hacienda y Comercio, formando así parte del primer Consejo de Ministros de dicho gobierno, encabezado por el doctor Julio Óscar Trelles Montes.
Desde el inicio de su gestión ministerial, declaró que el gobierno no haría ningún tipo de control económico. El 24 de agosto de 1963 expuso que el déficit fiscal heredado de la Junta Militar (1962-1963) era del orden de los 800 a 900 millones de soles. Su plan para salvar la situación era hacer una serie de reformas tributarias, advirtiendo que si no eran aprobadas por el Congreso habría inflación. Uno de los impuestos que más resistencia generaba era el aplicado a la exportación, según el cual los exportadores no pagarían impuestos a las utilidades, sino sobre el total de lo exportado. Supo afrontar las críticas y la reforma tributaria fue uno de los logros del primer belaundismo.
Se mantuvo como ministro de Hacienda y Comercio hasta su renuncia el 2 de octubre de 1964, siendo reemplazado por el ingeniero Carlos Morales Macchiavello.